# Cârjiți
Cârjiți es una comuna ubicada en el distrito de Hunedoara, Rumania.

## Superficie
Cuenta con una superficie de 45,16 kilómetros cuadrados.

## Demografía
Hasta 2021 la población era de 686 habitantes, con una densidad de población de 15,19 habitantes por kilómetro cuadrado.